# Mersad Berber
Mersad Berber (1. ledna 1940 Bosanski Petrovac – 7. října 2012 Záhřeb) byl bosenský malíř. Byl bosňácké národnosti. Zabýval se malbou, grafikou, tapisérií, ilustrací, scénografií, kostýmním výtvarnictvím i kresleným filmem (zejm. Tempo secondo, 1987). Častým námětem jeho obrazů byla bosenská historie.
Vystudoval Akademii výtvarných umění v Lublani v roce 1963, ve třídě Maksima Sedeje. Postgraduální studium grafiky ukončil na téže akademii u Riko Debeljaka. V letech 1978 až 1982 vyučoval na Akademii výtvarných umění v Sarajevu. Od roku 1961 vystavoval kolektivně a svou první samostatnou výstavu měl v roce 1965 v Městské galerii v Lublani. Od té doby uspořádal téměř stovku samostatných výstav a zúčastnil se řady skupinových výstav v Evropě, USA a Asii. Od roku 2007 byl členem Ruské akademie umění. V roce 1984 zařadila Tate Gallery v Londýně Berberovy obrazy do své stálé expozice. Získal za život okolo padesáti ocenění, například 1. cenu na mezinárodním bienále v São Paulu roku 1971. Na začátku války v Bosně a Hercegovině (1992) se přestěhoval do chorvatského Záhřebu. Až do konce života žil střídavě tam a v Dubrovníku.